# Леандріда
Леандріда (дав.-гр. Λεανδρίς; VII століття до н. е.) — жінка спартанського царя Анаксандра з династії Агіадів та матір царя Еврікратида. 
Під час Другої Мессенської війни спартанці захопили в полон багатьох мессенських жінок, серед котрих була Клео, жриця Фетіди. У той час Леандріда побачила віщий сон. Керуючись цим сном вона випросила собі Клео служницею, згодом вона помітила в речах Клео дерев'яне зображення Фетіди. Після цього Леандріда разом з Клео заснували у Спарті храм богині Фетіди, а дерев'яне зображення стало головною святинею храму.